# Pelguranna

Pelguranna est un quartier de l'arrondissement de Tallinn-Nord à Tallinn en Estonie. 

## Description
Ce quartier est délimité par les rues Sõle à l'est, Kolde au sud et longe la rue de Pelguranna, le long de la plage de Stroom. 
Il s'agit d'un quartier majoritairement résidentiel (environ 15 000 habitants (au 1er janvier 2015)) dont le principal intérêt est la plage de Stroom (deuxième plage la plus fréquentée de Tallinn en été après celle de Pirita).
En 2019, Pelguranna compte 14 634 habitants.
Sa superficie est de 1,0 km2.
Les rues du quartier sont: Kangru tänav, Ketraja tänav, Lõime tänav, Kari tänav, Madala tänav, Puhangu tänav, Randla tänav, Tuulemaa tänav, Vihuri tänav, Kolde puiestee, Kopli tänav, Pelguranna tänav et Sõle tänav.

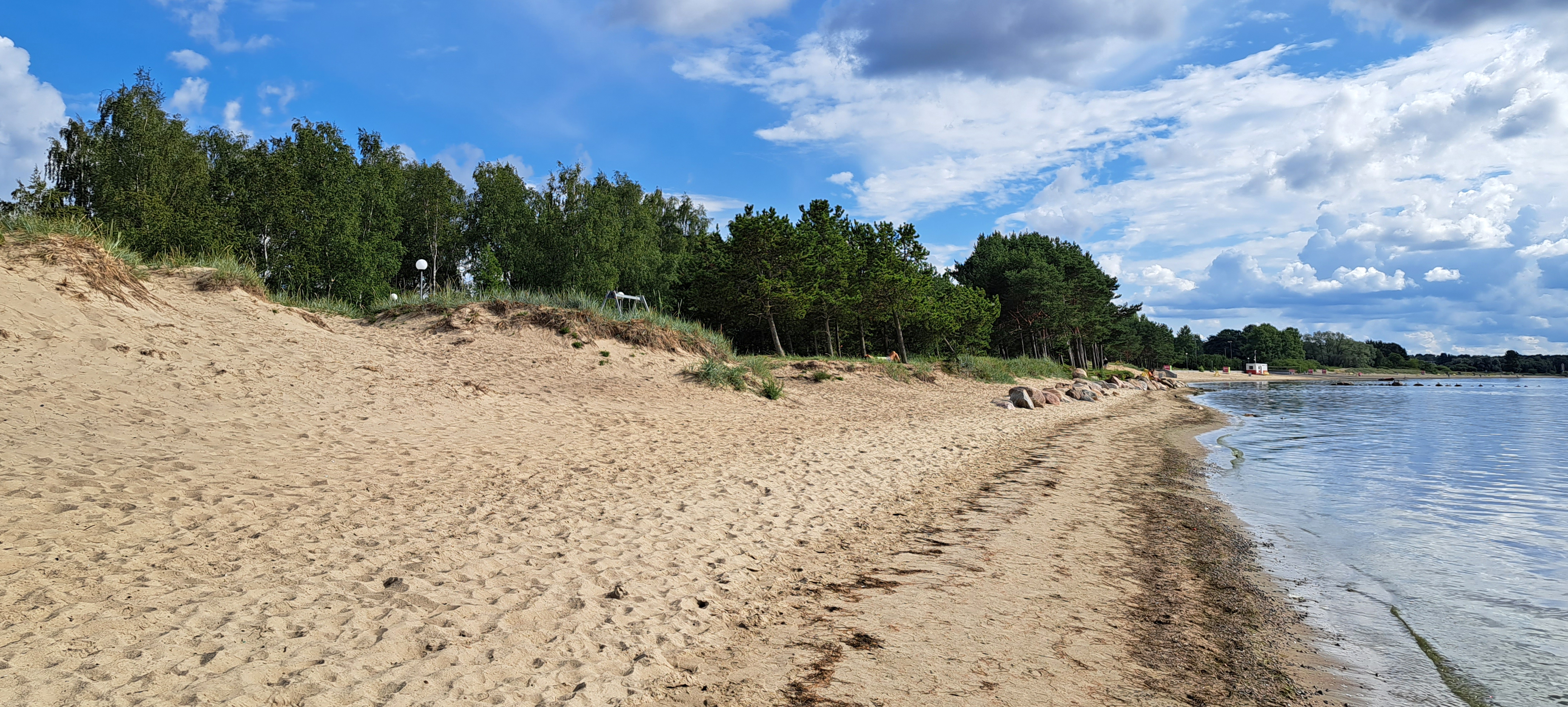
Plage de Stroom.

## Population
| 2008   | 2010   | 2011   | 2012   | 2013   | 2014   |
| ------ | ------ | ------ | ------ | ------ | ------ |
| 15 286 | 15 207 | 15 075 | 14 857 | 14 875 | 15 083 |

| 2015   | 2016   | 2017   | 2018   | 2019   | 2020   |
| ------ | ------ | ------ | ------ | ------ | ------ |
| 15 142 | 15 025 | 14 968 | 15 007 | 14 634 | 14 499 |

| 2021   | 2022   | - | - | - | - |
| ------ | ------ | - | - | - | - |
| 14 367 | 14 126 | - | - | - | - |

## Galerie

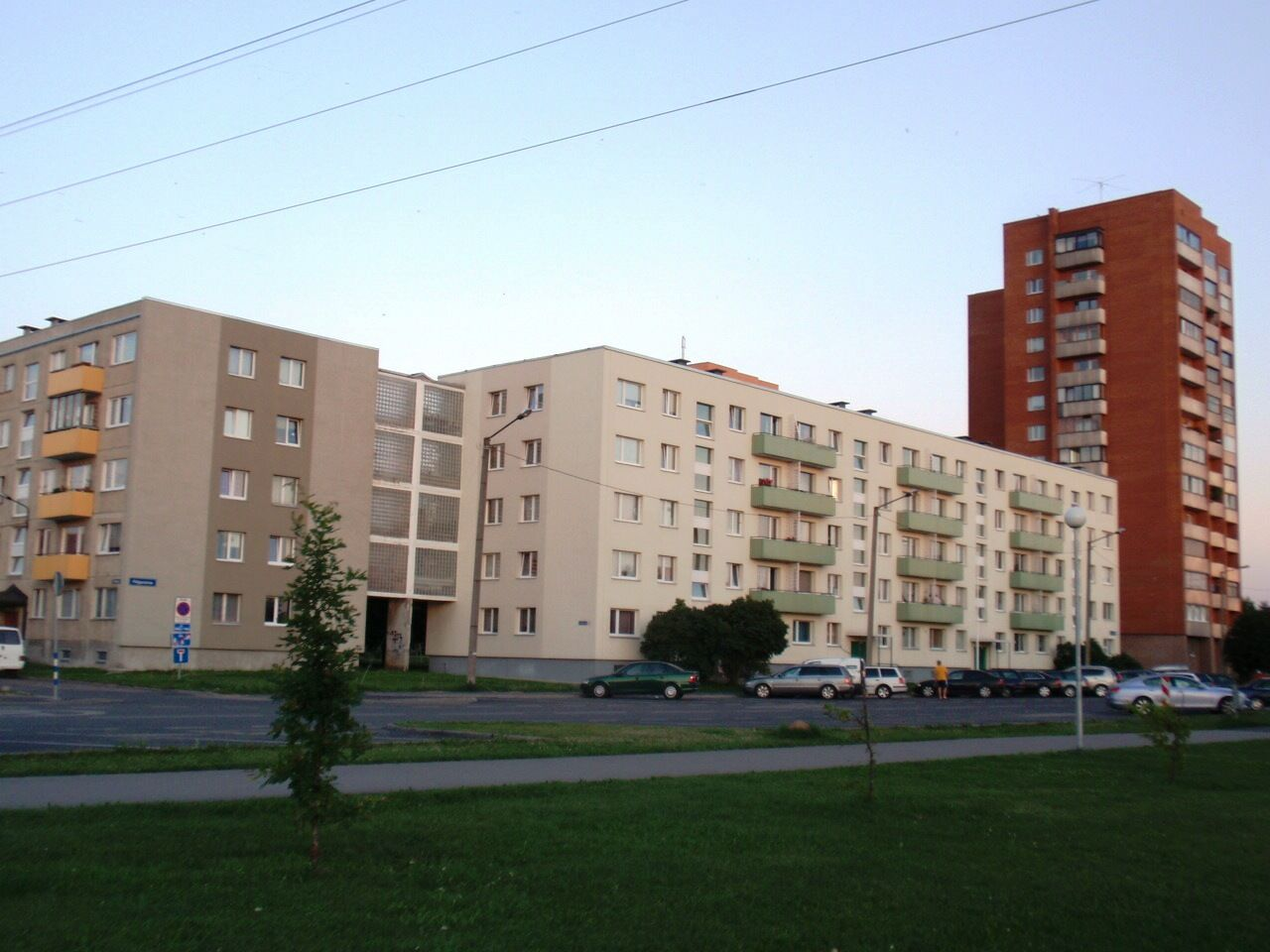
Pelguranna tänav.
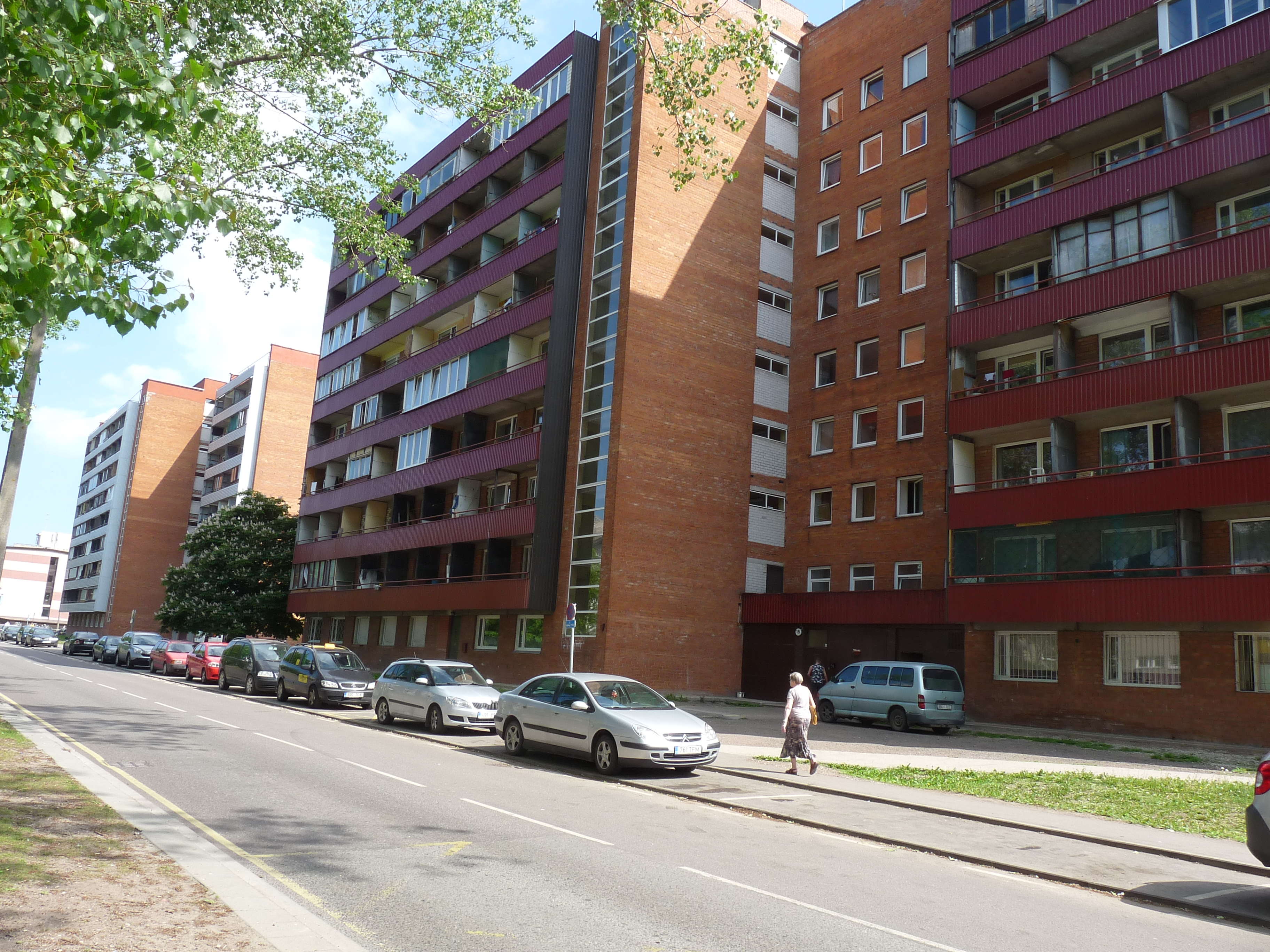
Immeubles résidentiels de Randla tänav.
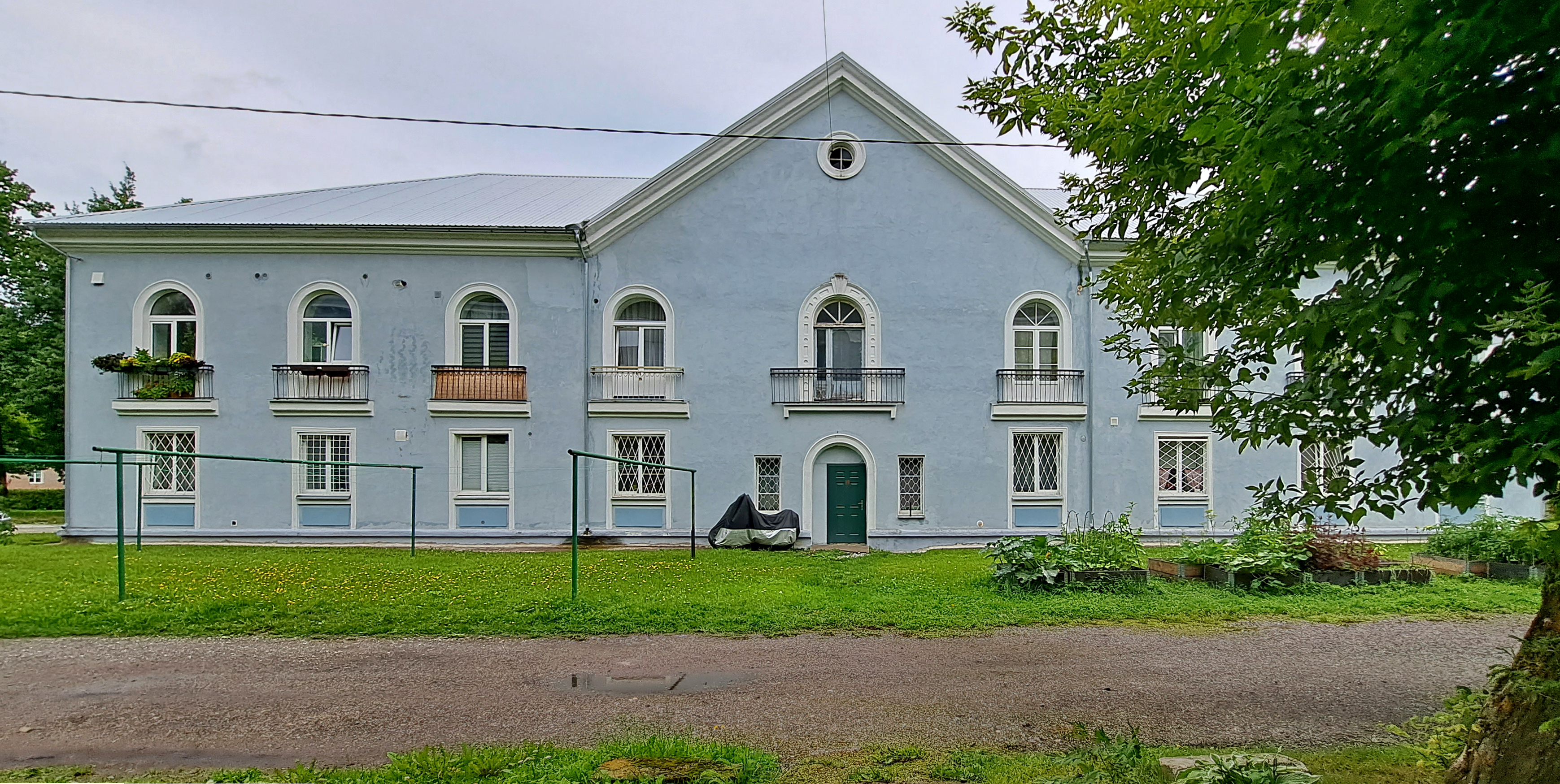
Stalinka.
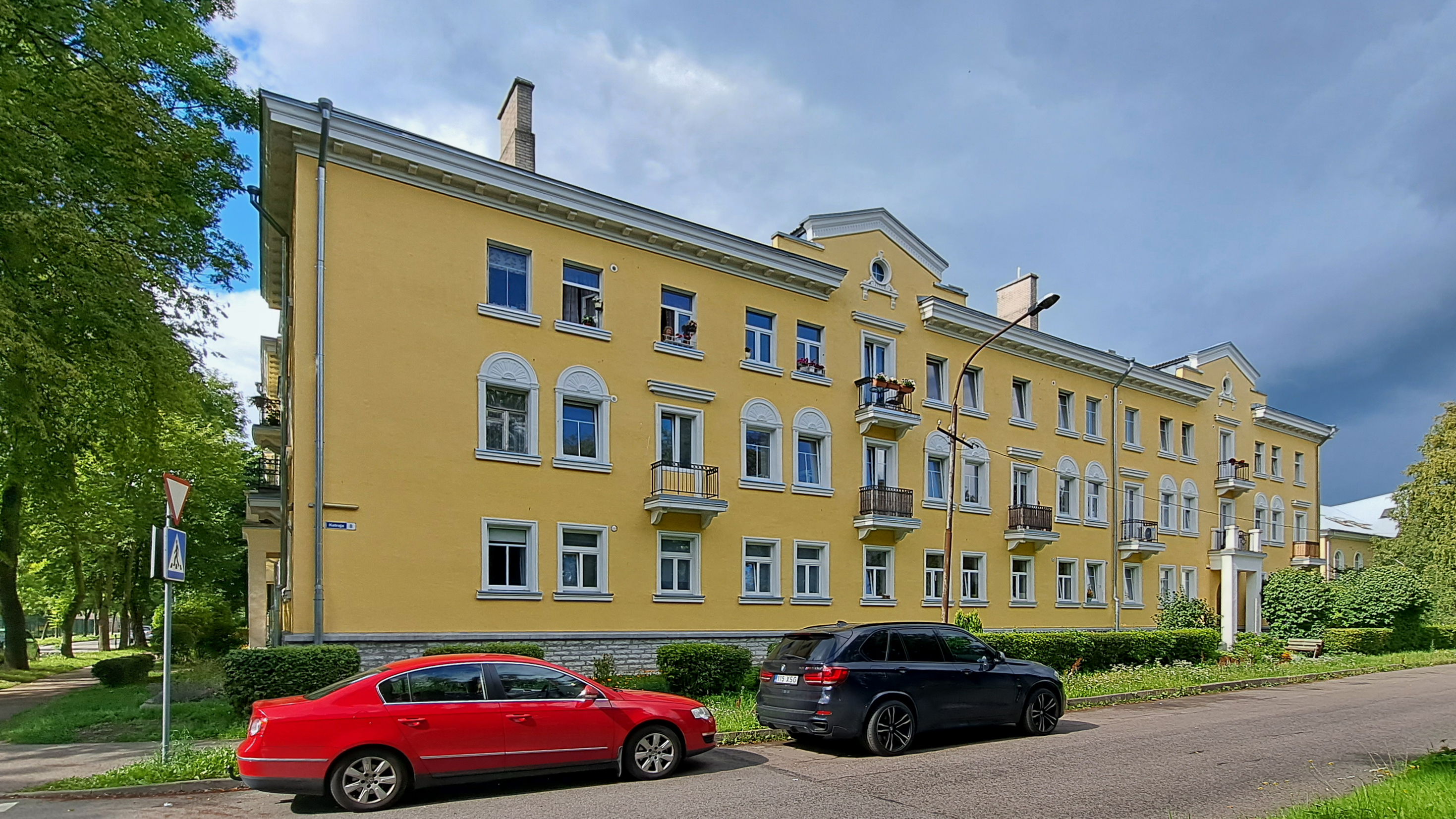
Stalinka" rue Lyime tänav.
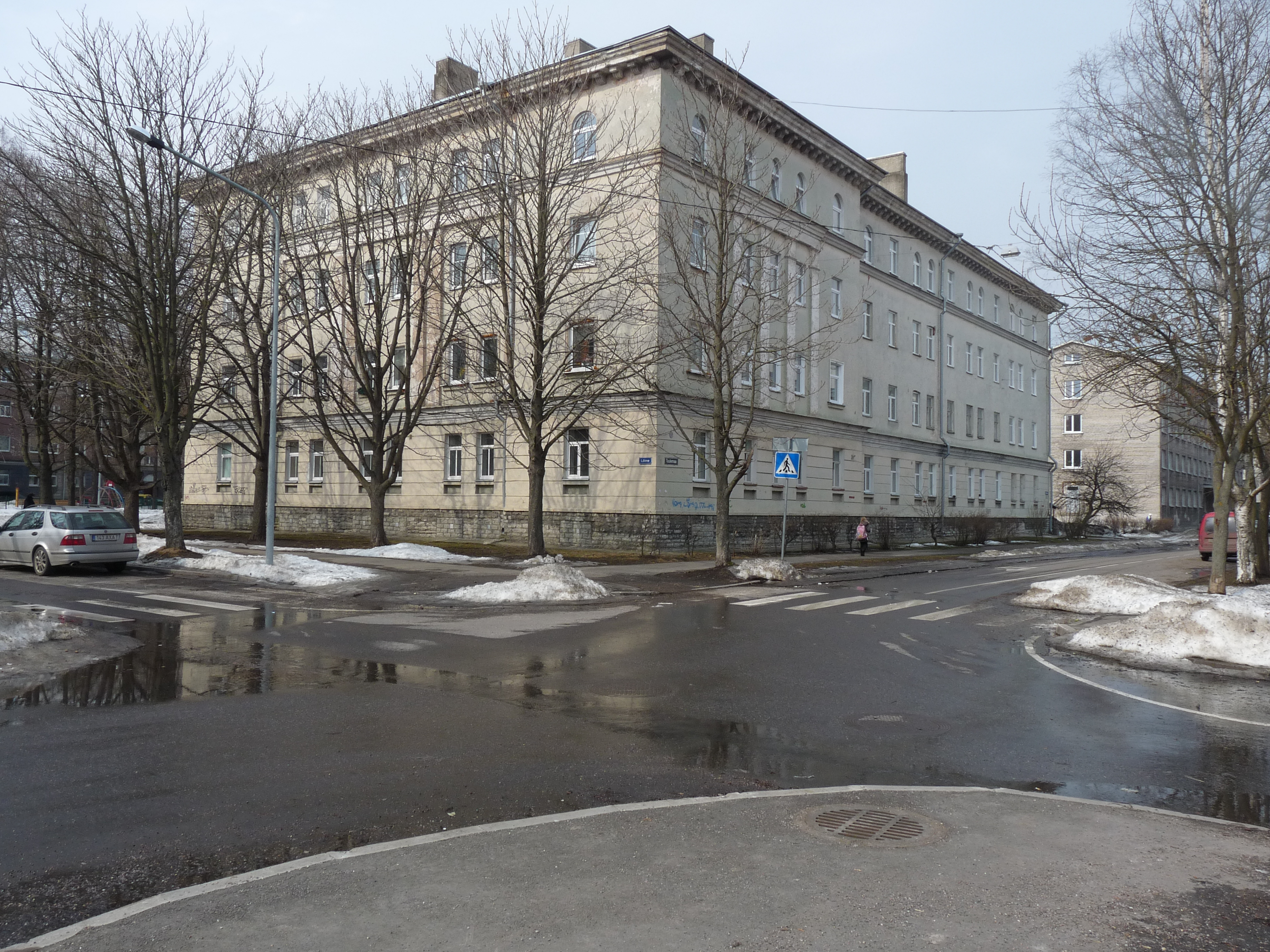
Intersection des rues Tuulemaa et Lõime
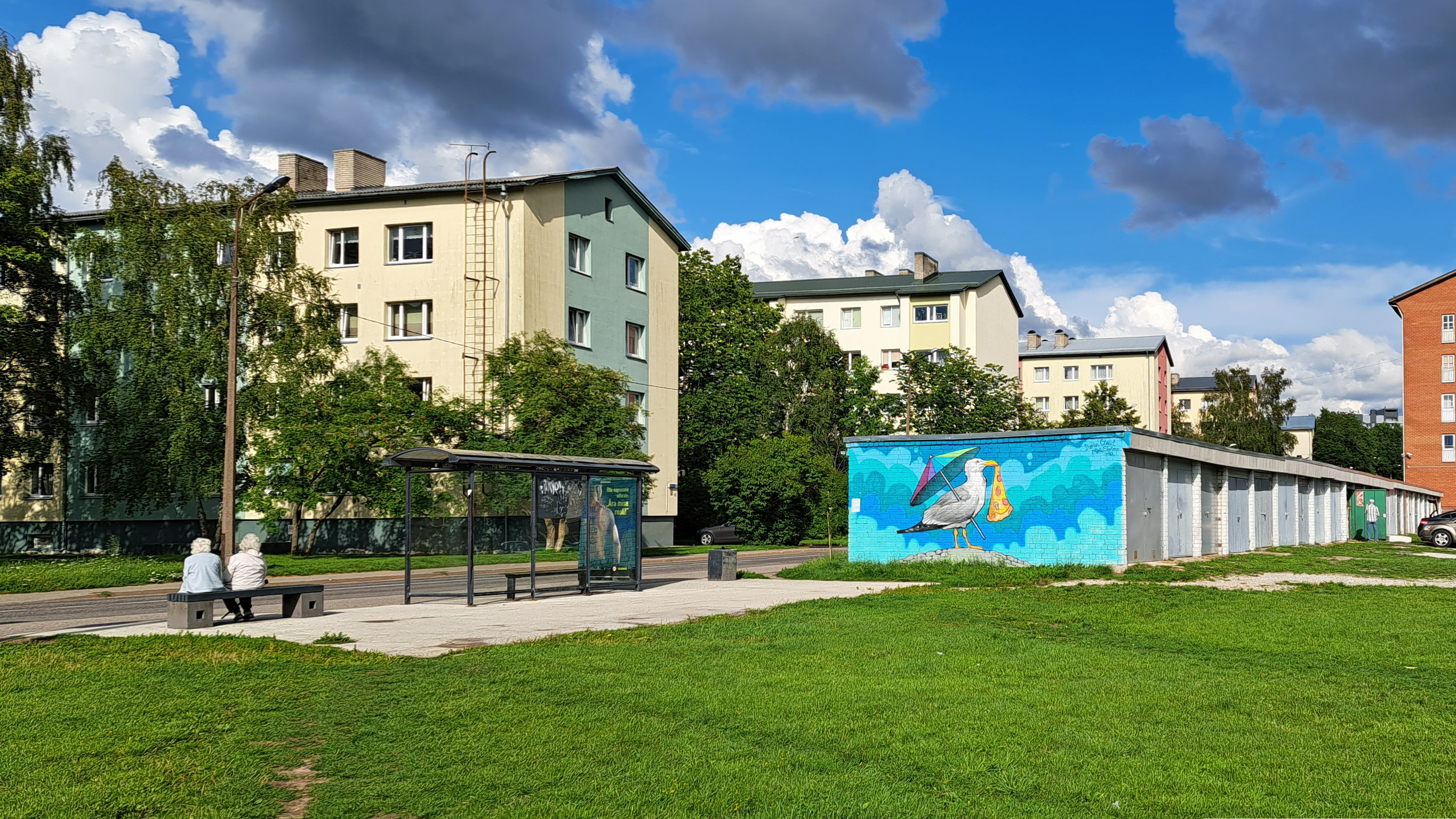
Rue Puhangu en 2023.
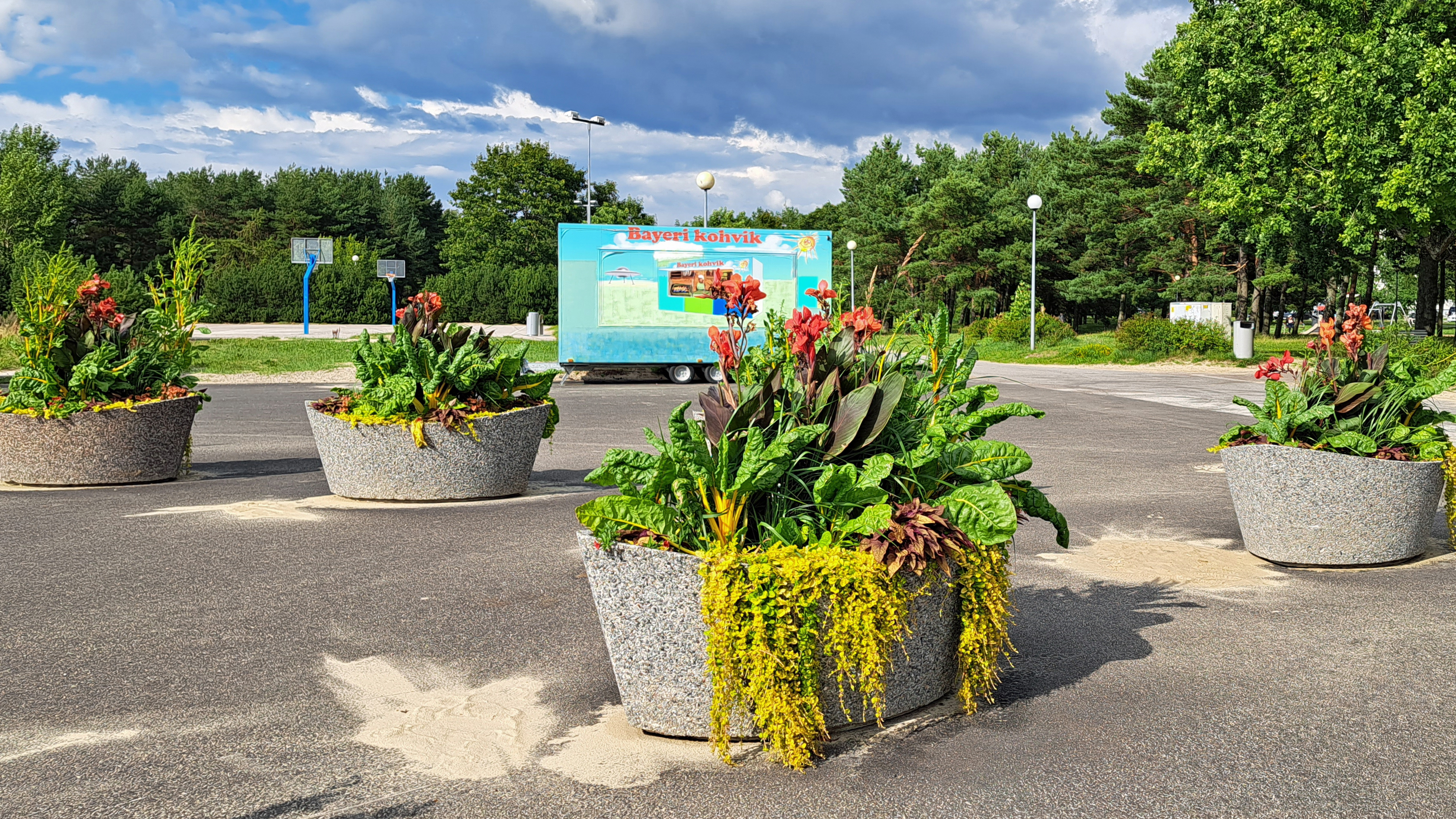
Parc de la plage de Stroomi.
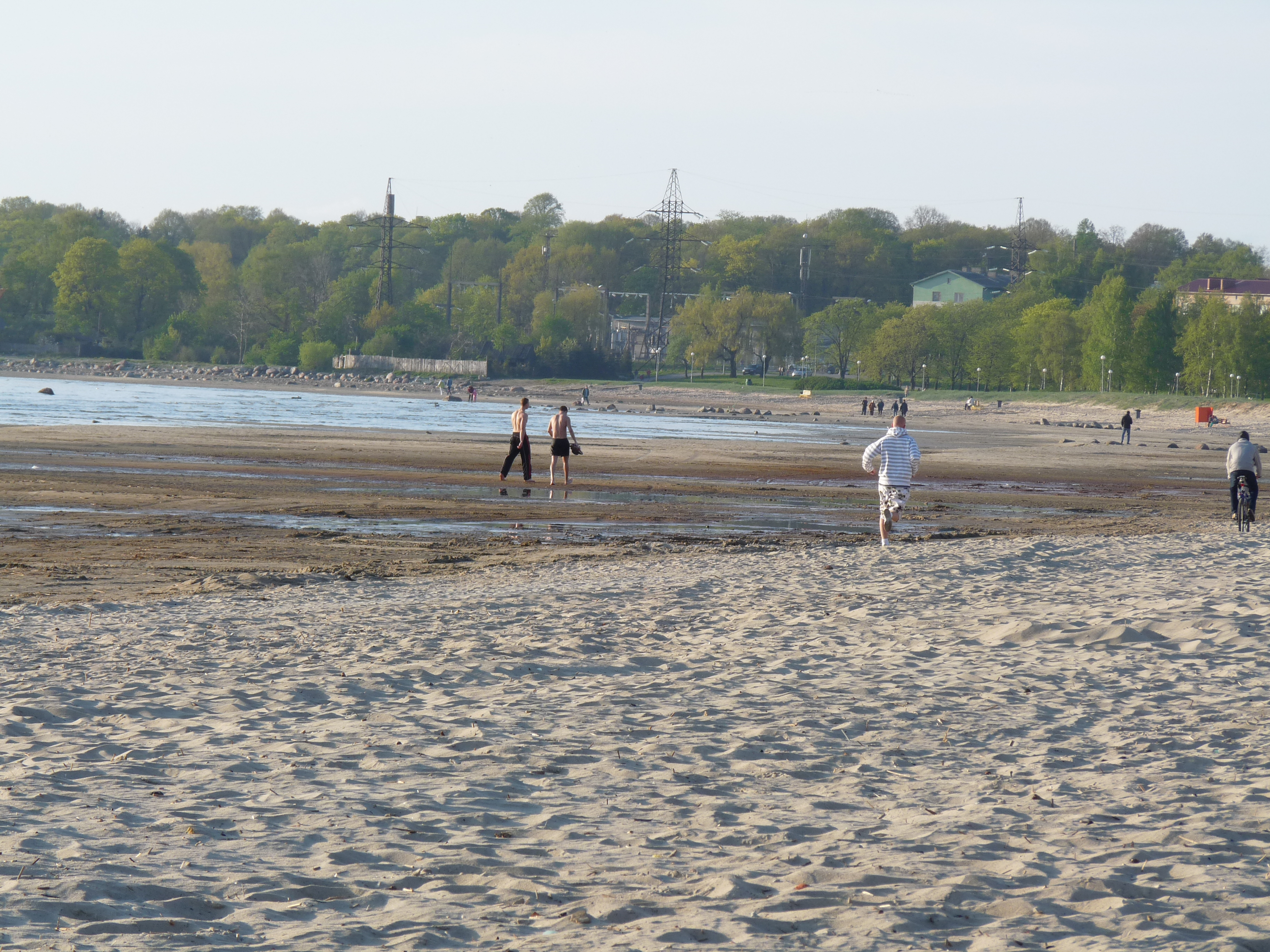
Plage de Stroom.
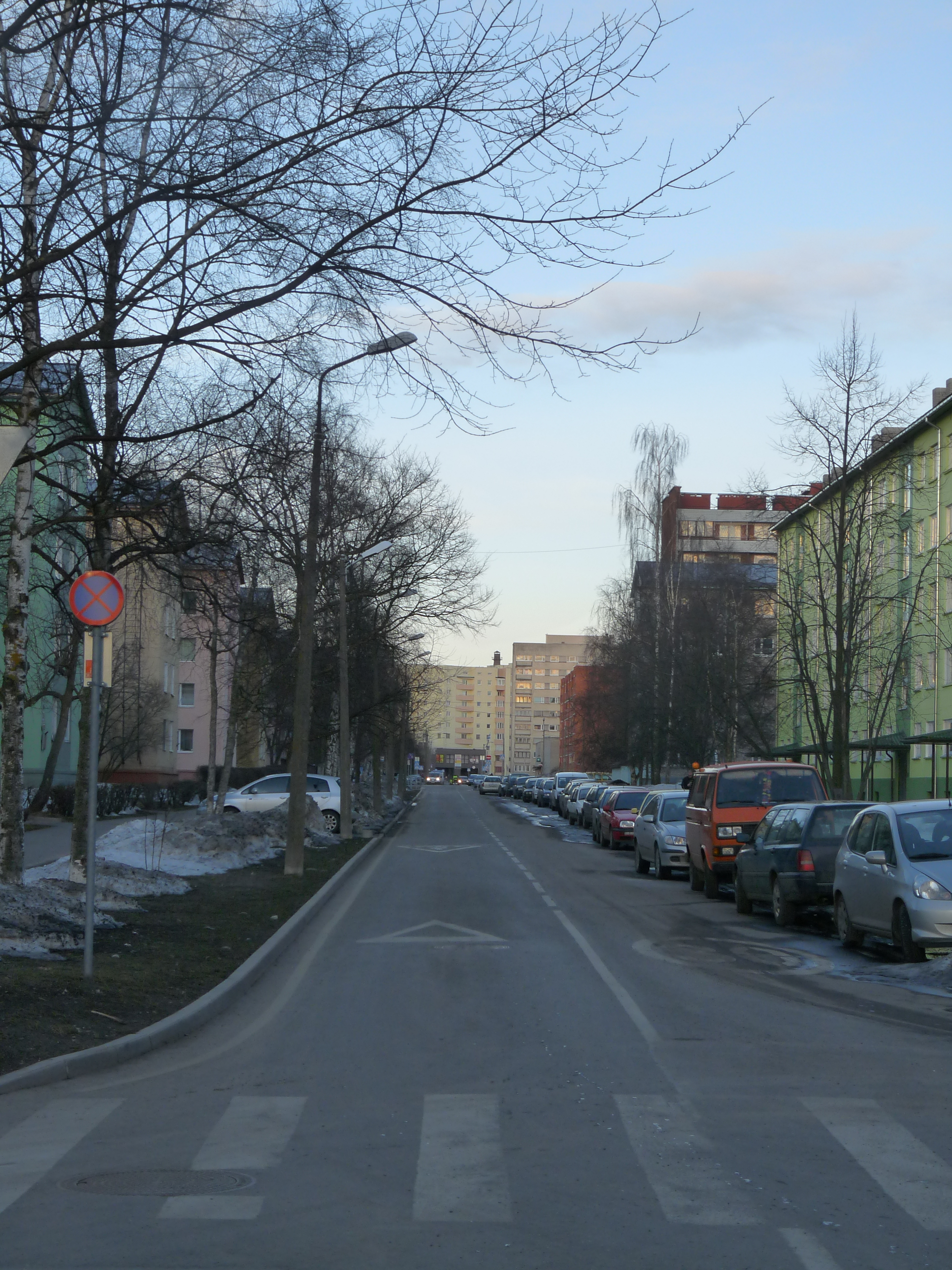
Rue basse (Madala tänav)
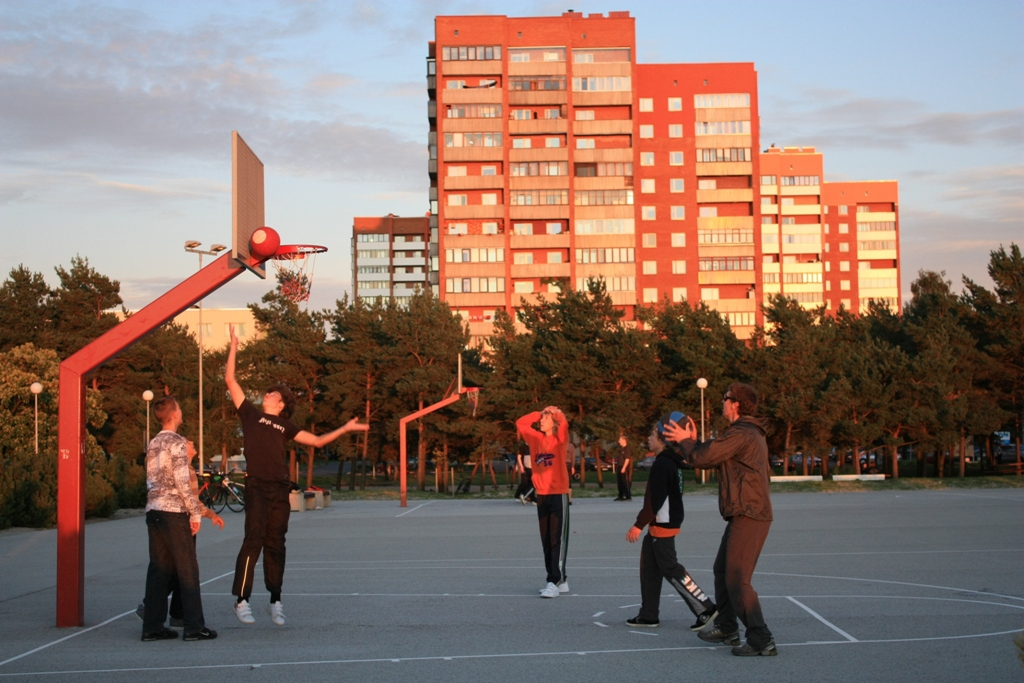
Terrain de basketball près de la plage